# Maart

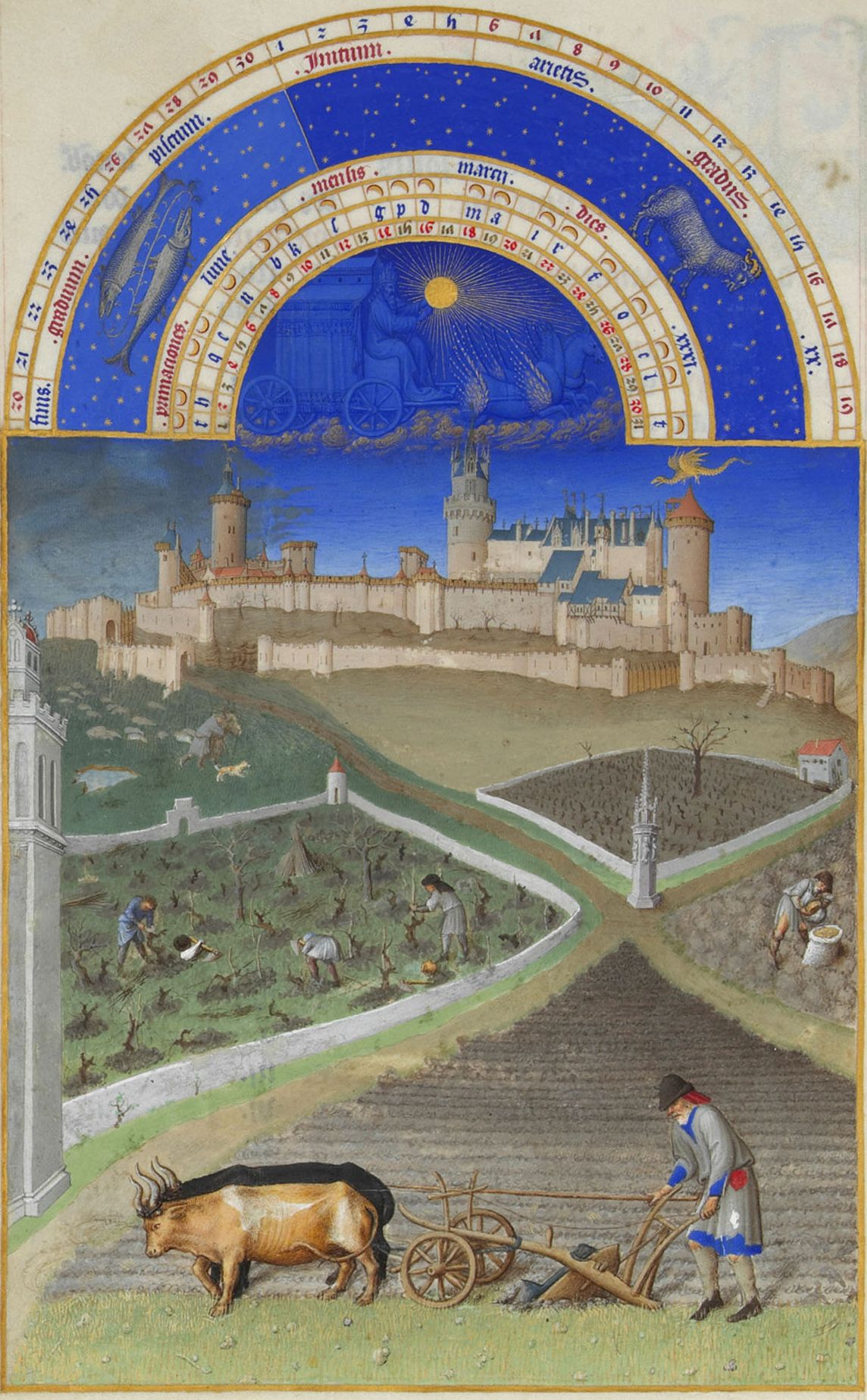
Afbeelding bij de maand maart in Les Très Riches Heures du duc de Berry (± 1410)

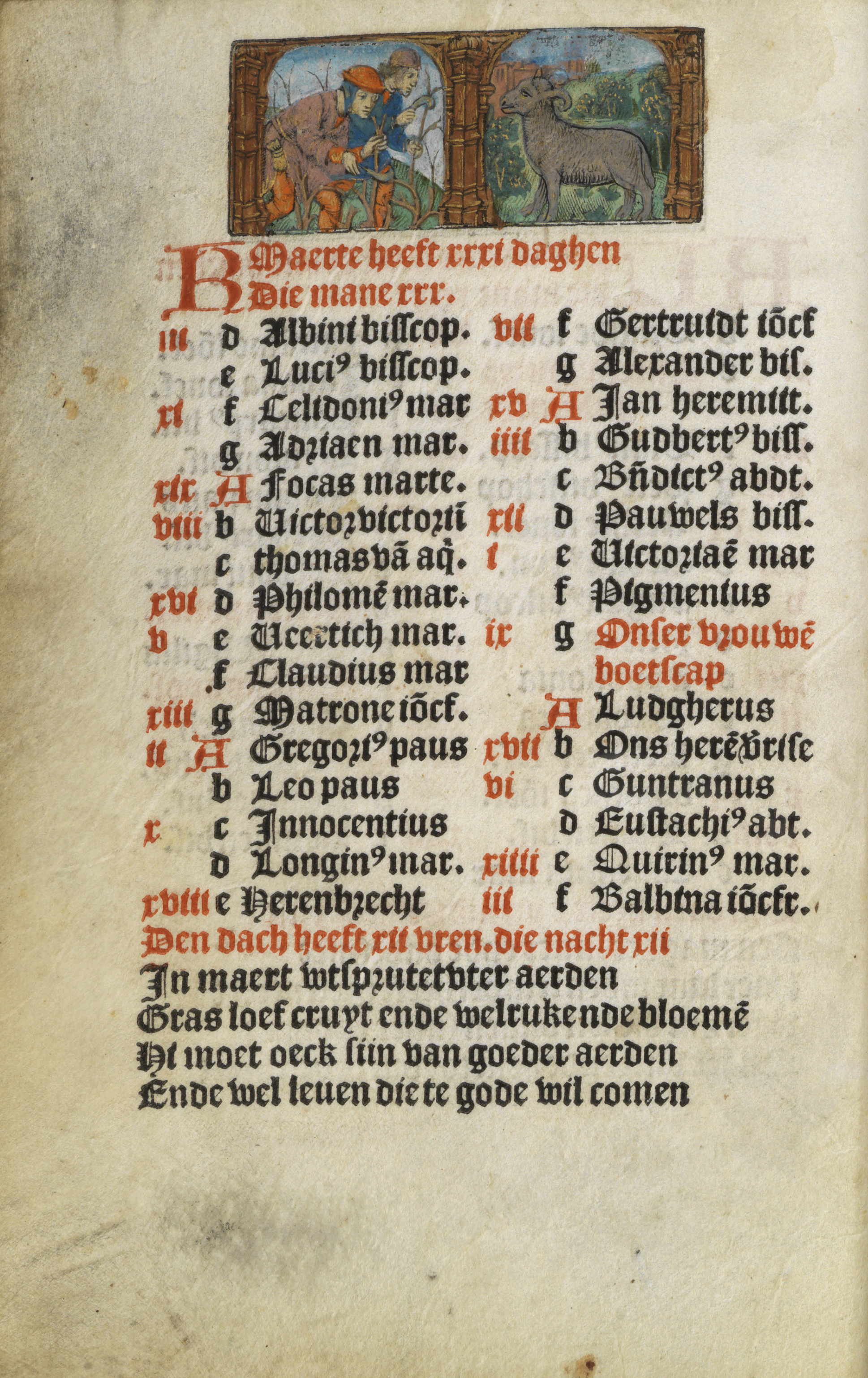
Maart in het Getijdenboek Wolfgang Hopyl

Maart (ook wel: lentemaand, buienmaand, guldenmaand, windmaand, dorremaand) is de derde maand van het jaar in de gregoriaanse kalender en heeft 31 dagen. De maand is genoemd naar Mars, de Romeinse god van de oorlog.
Verouderde Nederlandse/puristische namen zijn lentemaand en windmaand.

## Naam en positie in de kalender
In het oude Rome noemde men deze maand Martius. Het was volgens de oude Romeinse kalender tevens de eerste maand van het jaar, totdat dat in 153 v. Chr. januari werd.

## Meteorologie
Op het noordelijk halfrond is maart de eerste maand van de meteorologische lente. Ook het begin van de astronomische lente valt in maart, namelijk rond de 21e. De gemiddelde etmaaltemperatuur is aan het eind van de maand met enkele graden gestegen ten opzichte van het begin.
Op het zuidelijk halfrond is maart de eerste maand van de meteorologische herfst. Rond 21 maart begint hier de astronomische herfst.

## Gebeurtenissen
- ± 20 maart - equinox
- Pasen valt soms in maart, waarbij 22 maart de vroegst mogelijke datum is (zie verder Pasen#Data)
- Carnaval valt meestal in februari, maar in sommige jaren in de periode 1 t/m 9 maart (zie verder Carnaval#Datum van carnaval).

## Varia
- In de Europese Unie duurt maart een uur korter dan de overige maanden van 31 dagen, doordat in het laatste weekend van de maand de zomertijd ingaat.

## Afbeeldingen

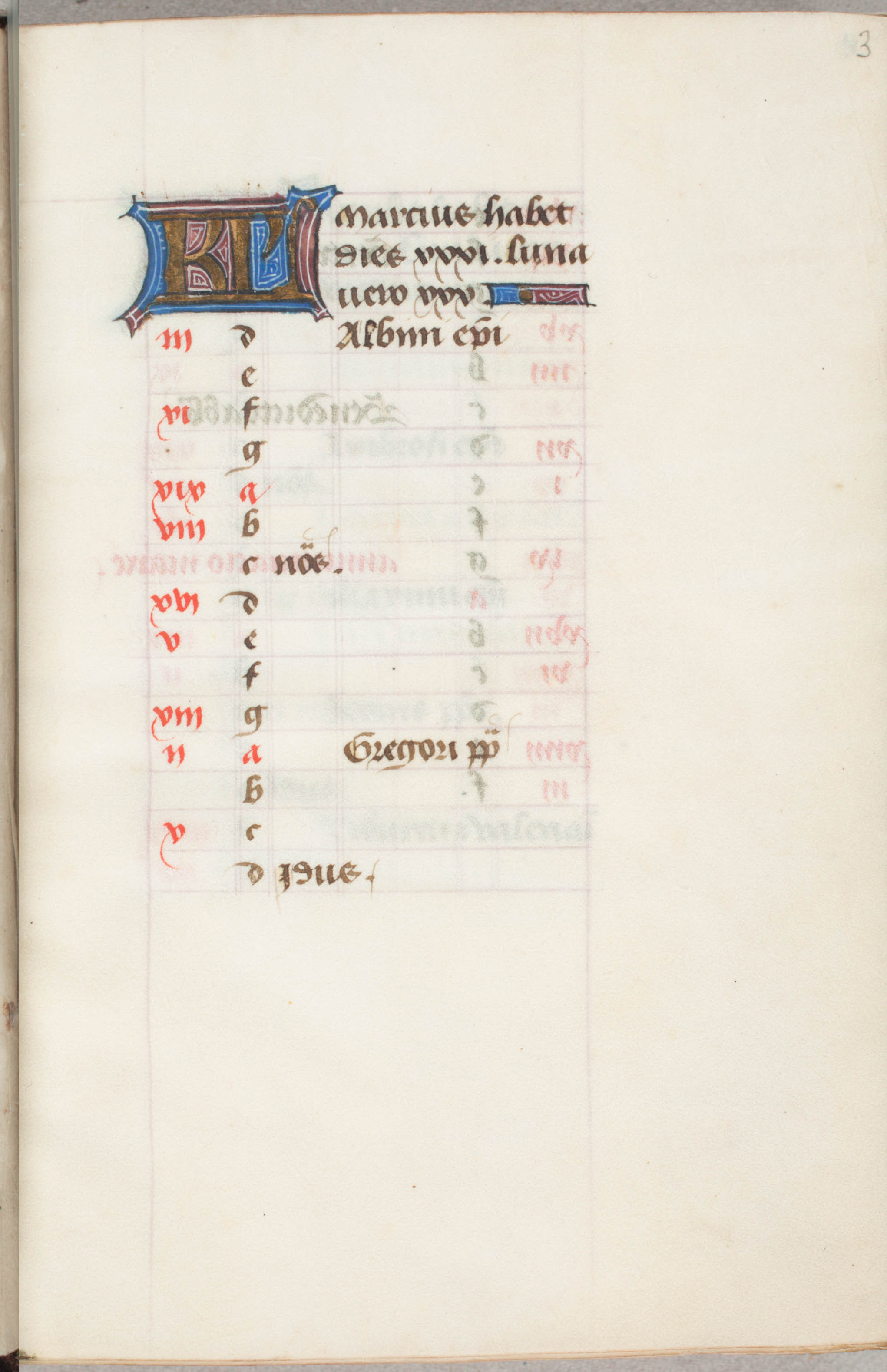
(Eerste deel van) maart in het Trivulzio-getijdenboek
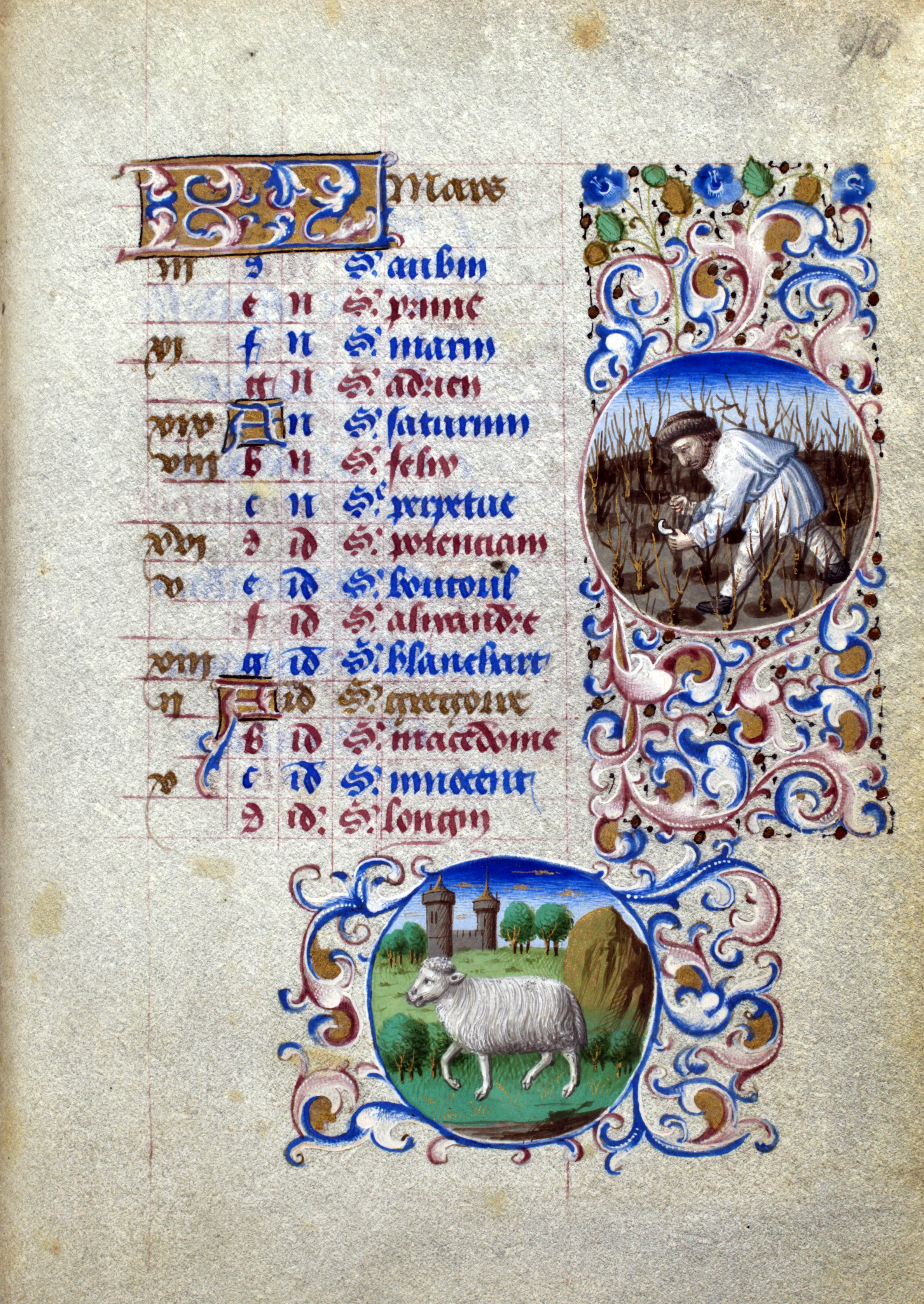
Maart in het getijdenboek van Simon de Varie
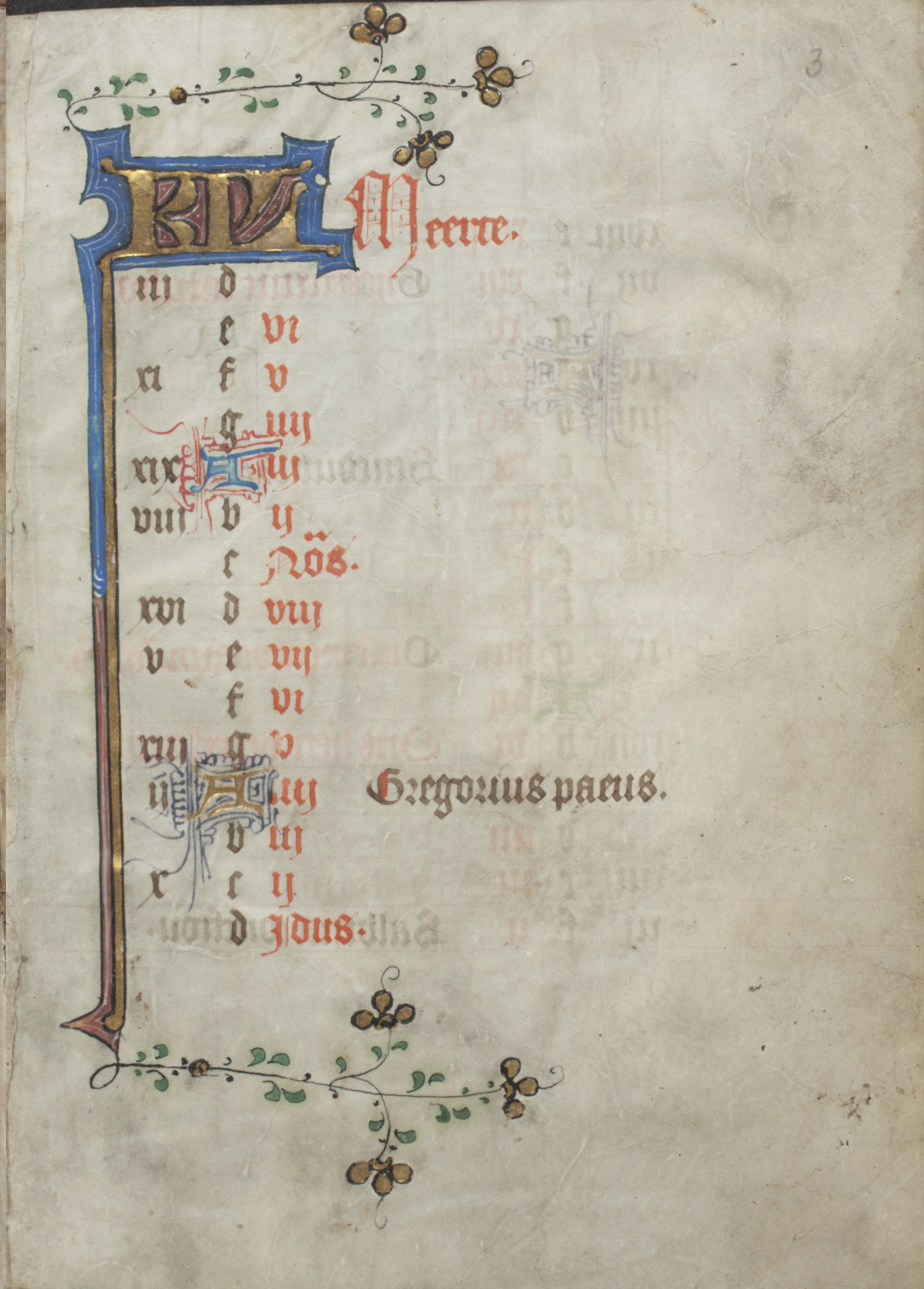
Maart in het getijdenboek van de Meesters van Zweder van Culemborg
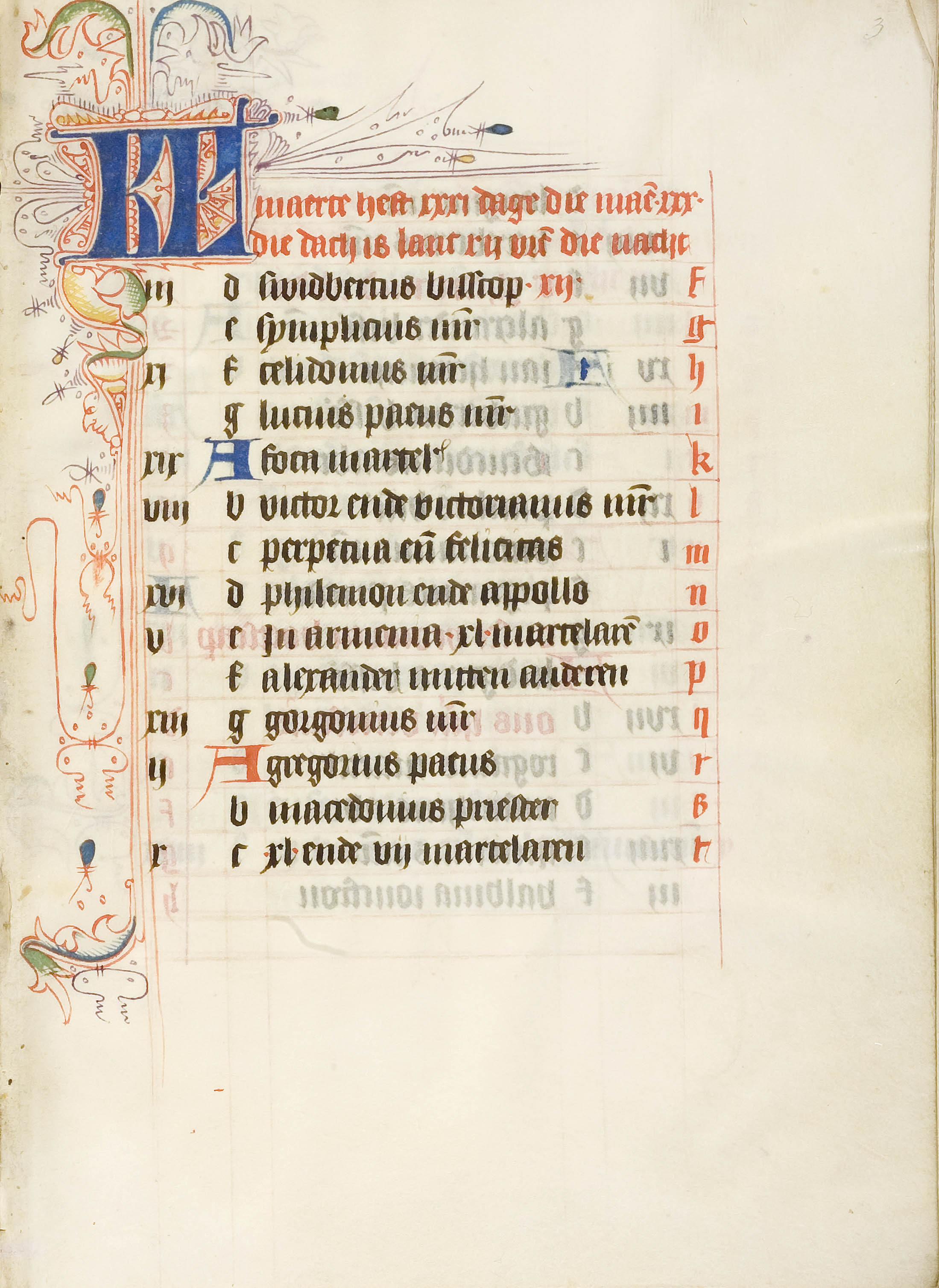
Maart in het Bout Psalter-getijdenboek
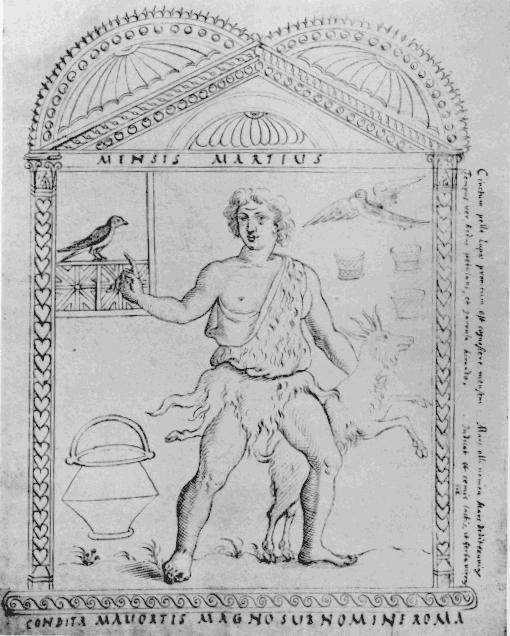
De maand maart, uit de Chronograaf van 354 van de Romeinse kalligraaf Filocalus.

januari · februari · maart · april · mei · juni · juli · augustus · september · oktober · november · december